# Wojska Kolejowe Federacji Rosyjskiej
Wojska Kolejowe – rodzaj wojsk w składzie Wojsk Lądowych Sił Zbrojnych Federacji Rosyjskiej
- Szef Głównego Zarządu Wojsk Kolejowych Oleg Kosienkow[1]